# Пулковская улица (Москва)
Пу́лковская улица — улица в Северном административном округе города Москвы на территории Головинского района.
Начинается от Ленинградского шоссе, идёт на восток, пересекает Конаковский проезд и заканчивается на перекрёстке с Авангардной улицей.

## История
Изначально улица носила название Проектируемый проезд № 619. Название получила согласно решению Исполнительного комитета Московского городского Совета депутатов трудящихся от 18.04.1964 № 14/55 «О наименовании и переименовании улиц в Ленинградском районе г. Москвы». Названа по посёлку Пулково в Санкт-Петербурге из-за расположения улицы на северо-западе Москвы.

## Общественный транспорт
По Пулковской улице общественный транспорт не ходит. На Ленинградском шоссе находится остановка «Пулковская улица» автобусов н1, 243, 403. На Авангардной улице находится остановка «Пулковская улица» автобусов 70, 500, 621.
В 500 м южнее улицы расположена станция метро  Водный стадион.